# Prealpes franceses
Los Prealpes franceses son un conjunto de macizos montañosos de mediana altitud que forma la parte occidental de los Alpes.

## Definición geográfica
En los Alpes del Norte, los diversos macizos de los Prealpes son fácilmente identificables por separaciones geográficas claras, por ejemplo, el cluse de Voreppe entre Vercors y Chartreuse, o el de Chambéry entre Bauges y Chartreuse. En los Alpes del sur, en general están desordenados y carecen de valles profundos.
Los Prealpes franceses se componen de los siguientes macizos (de norte a sur):
- Chablais-Haut-Giffre;
- Bornes-Aravis;
- Bauges;
- Chartreuse ;
- Vercors, a veces llamado los Dolomitas franceses;
- Dévoluy-Bochaine;
- Diois-Baronnies;
- Montes de Vaucluse-Luberon ;
- Prealpes de Digne;
- Prealpes de Grasse;
- Prealpes de Niza;

así como una parte de los macizos siguientes:
- Mercantour;
- Tres-Évêchés;
- Pelat.

Hay varias cumbres míticas en los Prealpes:
- el mont Ventoux, apodado el Gigante de Provenza;
- el monte Aiguille, restos de la meseta de piedra caliza del Vercors que se extendía hasta allí.